# Sweat in Bullet
Sweat in Bullet är en låt av den brittiska gruppen Simple Minds utgiven i november 1981 som singel från albumet Sons and Fascination. Singelversionen är en remix av Peter Walsh. Den utgavs även som dubbelsingel och maxisingel med livelåtar som extraspår. Singeln nådde 52:a plats på brittiska singellistan och 17:e plats på Sverigetopplistan.

## Utgåvor
7" singel Virgin VS 451
1. Sweat In Bullet [Remix] (3:00)
2. 20th Century Promised Land     (4:55)

2x7" dubbelsingel Virgin VS 451
1. Sweat In Bullet [Remix] (3:00)
2. 20th Century Promised Land     (4:55)
3. Premonition [Live]    (5:58)
4. League Of Nations [Live]    (6:14)

12" singel Virgin VS 451-12
1. Sweat In Bullet [Extended Remix]    (7:22)
2. 20th Century Promised Land     (4:55)
3. League Of Nations [Live]    (6:14)
4. In Trance As Mission [Live]    (7:17)